# Luis T. Romero
Luis Toribio Romero (1854 – 19 de noviembre de 1893) fue un guitarrista clásico y compositor estadounidense. Se convirtió en una figura significativa en la escena de la guitarra clásica estadounidense durante la segunda mitad del siglo XIX.

## Primeros años y educación musical
Luis T. Romero nació en San Luis Obispo, California en 1854. Su familia era de origen español—sus padres se habían trasladado a España y luego a California antes de su nacimiento. Creciendo en la época posterior a la Fiebre del Oro de California, estuvo expuesto a influencias musicales tanto mexicano-californianas como europeas. Comenzó a tocar la guitarra en su infancia, desarrollando rápidamente su habilidad. Aunque se dispone de poca documentación sobre su educación general temprana, ya en su adolescencia era lo suficientemente competente como para buscar una formación avanzada.
Posteriormente, Romero se mudó a Los Ángeles, California en su juventud para estudiar bajo la tutela de Miguel S. Arévalo, un guitarrista prominente cuya mentoría influyó considerablemente en su estilo y técnica. Cuentas contemporáneas indican también que mantuvo vínculos con la escena de San Francisco, California a través de Manuel Ygnacio Ferrer, quien contó a Romero entre sus alumnos. Esta formación combinada le proporcionó una base sólida en la interpretación de la guitarra clásica, y hacia principios de la década de 1880 se había consolidado como uno de los guitarristas mejor preparados de California.

## Carrera profesional

### Carrera en California
Tras completar sus estudios, Romero inició su carrera en California trasladándose a San José, donde trabajó como profesor de guitarra y artista. A mediados de la década de 1880 ofreció recitales en solitario, actuó en salones y eventos comunitarios, y publicó sus propias composiciones y arreglos. En 1887, cofundó lo que se cree fue el primer club de mandolina y guitarra en la costa del Pacífico de EE. UU. Junto a mandolinista Samuel Adelstein, formó La Lira de Orfeo en 1887. El conjunto, compuesto por mandolinas, guitarras, violines y cellos, ofreció su concierto debut el 24 de mayo de 1888. Su liderazgo en esta iniciativa demostró su compromiso por promover los instrumentos de cuerda pulsada en California, y su reputación se extendió más allá de la región.

### Traslado a Boston
Alrededor de 1889, en busca de mayores oportunidades, Romero dejó California rumbo a la Costa Este. Se estableció en Boston, un importante centro de publicación musical y de presentaciones. En Boston, rápidamente se destacó como instructor de música y ejecutante; los miembros del Ideal Banjo, Mandolin and Guitar Club de Boston lo buscaron para tomar clases apenas llegó. Enseñaba tanto guitarra como mandolina, y también se presentó en conciertos; un programa de 1890 en Winchester, MA, lo describió como “Señor Luis T. Romero, el gran virtuoso de la guitarra española,” recibiendo elogios que lo calificaban como “el mejor entretenimiento ofrecido en esta ciudad.” Además, Romero publicó muchas de sus composiciones y arreglos a través de Jean White Publishing Co. en Boston. Anteriormente, en California, algunas obras fueron editadas por Wise & Co. en Oakland, incluyendo su arreglo de guitarra de La Paloma en 1889.

## Composiciones y arreglos destacados
Romero compuso numerosas obras originales para guitarra en solitario y realizó arreglos de canciones populares y melodías operísticas. Su música combina una técnica virtuosa con el estilo romántico de finales del siglo XIX. Entre sus composiciones más notables se encuentran:
- Fantasie Americaine (o Fantasia Americaine) – una obra de exhibición con pasajes líricos y de gran bravura.
- Souvenir d’Amérique – probablemente inspirada en melodías patrióticas estadounidenses.
- Piezas de danza como Bella Bocca Polka y Un Beso – Mazurka, reflejando la preferencia de la época por la música social de baile.
- Dos gavotas, Gavotta in D major y Gertrude Gavotte, que demuestran su uso de formas inspiradas en el Barroco.
- La Típica y una Barcarolle, conservadas en forma manuscrita o publicadas.
- Obras de cámara, incluyendo un vals para dos guitarras.[1]

También es recordado por sus arreglos:
- La Paloma, la famosa habanera de Sebastián Iradier, arreglada para guitarra en solitario y publicada en 1889.[7][8]
- Selecciones de la ópera Rigoletto de Giuseppe Verdi para guitarra, incluyendo una fantasía sobre sus temas, publicada en San Francisco en 1889.[7]
- Peruvian Air (Melodía Española) – un arreglo de una melodía sudamericana publicado en 1889.
- Arreglos de obras de otros compositores, como La Súplica de Miguel S. Arévalo y Santiago de Albert de Corbin.[1]

Muchas de sus obras fueron reimpresas posteriormente en la serie Guitar Album de Jean White, alcanzando así una audiencia nacional.

## Estilo, técnica e influencia musical
La interpretación de Romero se fundamentaba en la tradición de la guitarra clásica del mediados del siglo XIX, combinando influencias españolas y del Nuevo Mundo. Formado por maestros guitarristas españoles y mexicanos, desarrolló un tono cálido y expresivo, además de una técnica refinada. Descripciones contemporáneas destacan su capacidad para ejecutar rápidos arpegios, Tremolos e intrincados arreglos en una sola guitarra. Su repertorio —que abarca desde fantasías operísticas hasta melodías folclóricas— demostraba una sensibilidad romántica que resaltaba la cualidad cantarina de la guitarra. Como compositor, fusionaba melodías líricas con armonías ricas y, en ocasiones, incorporaba modismos folclóricos españoles (como en La Paloma) y temas latinoamericanos (como en Aire Peruano).
Las críticas a sus conciertos en Boston elogiaban la dulzura y fluidez de su interpretación, mientras que su maestría en técnicas como el Rasgueado y el Punteado reflejaba sus profundas raíces españolas. A través de sus actuaciones y publicaciones, Romero ayudó a popularizar la guitarra tanto en California como en Nueva Inglaterra, influyendo en generaciones posteriores de guitarristas.

## Colaboraciones y mentorías
La carrera de Romero se enriqueció tanto por la mentoría como por la colaboración. Estudió con Miguel S. Arévalo en Los Ángeles, California, cuya orientación fue decisiva durante sus años formativos. También se benefició del tutelaje de Manuel Ygnacio Ferrer en San Francisco, California, lo que lo conectó con una élite en la pedagogía guitarrera. Como profesor, instruyó a numerosos alumnos en San José y Boston; casi todos los miembros del Ideal Mandolin and Guitar Club de Boston tomaron clases con él. Uno de sus alumnos destacados fue William Foden (1860–1947), quien posteriormente se convirtió en uno de los guitarristas clásicos más importantes de Estados Unidos. La colaboración más significativa de Romero fue con el mandolinista Samuel Adelstein en la fundación de La Lira de Orfeo en California, una de las primeras orquestas de cuerdas pulsadas organizadas en EE. UU. También colaboró con editoriales y otros arreglistas, adaptando algunos de sus arreglos para diversas combinaciones instrumentales.

## Recepción pública y legado
Durante su vida, Romero fue ampliamente aclamado. En California, se le consideraba uno de los guitarristas líderes hacia finales de la década de 1880; la fundación de la orquesta de cuerdas pulsadas se percibía como un hito en la escena musical del estado. Periódicos nacionales, como S.S. Stewart's Banjo and Guitar Journal, destacaron sus iniciativas; una edición de 1891 mencionó su traslado a Boston. Un boceto biográfico posterior (dic. 1894–ene. 1895) lo elogió como uno de los guitarristas más célebres de Estados Unidos, llegando incluso a denominarlo “el mejor guitarrista de la costa del Pacífico.”
En 1914, el historiador británico de la guitarra Philip J. Bone incluyó a Romero en The Guitar and Mandolin, reconociendo su importancia como guitarrista del siglo XIX. Su influencia también se evidencia en el éxito posterior de guitarristas como William Foden y Vahdah Olcott‐Bickford —esta última, cofundadora de la American Guitar Society en 1923, atribuyó a Romero haber sentado las bases para la aceptación de la guitarra en EE. UU.

## Conservación de sus obras
Muchas de las composiciones de Romero se conservan en bibliotecas, archivos y colecciones digitales. Varias ediciones originales de su música se encuentran en el California Sheet Music Project en UC Berkeley —destacándose, en particular, su edición de Oakland de 1889 de La Paloma (para guitarra sola) que se conserva con su portada ilustrada. El International Guitar Research Archive (IGRA) de la California State University, Northridge alberga numerosas partituras de guitarra del siglo XIX, incluyendo sus obras en solitario y duetos. Sus obras también se encuentran en la Colección Olcott-Bickford de la Los Angeles Public Library y en el Online Archive of California, que incluye arreglos instructivos como la serie "Guitar Music Especially Arranged for Beginners". Además, muchas de sus composiciones han pasado a dominio público y están disponibles en el International Music Score Library Project (IMSLP), donde se pueden descargar libremente obras como Fantasie Americaine, diversas polkas, gavotas y sus arreglos de *Peruvian Air*, *Rigoletto*, *Santiago* y *La Súplica*.